# Clea
Clea (лат.) — род пресноводных брюхоногих моллюсков из семейства Nassariidae, обитающий в Юго-Восточной Азии. Один из немногих, наряду с Rivomarginella, пресноводных родов отряда Neogastropoda.
Как и все брюхоногие моллюски отряда Neogastropoda, Clea являются хищниками. Питаются в основном брюхоногими других видов, но также едят других моллюсков и червей. Могут активно охотиться на других улиток, но часто зарываются в донные отложения, где устраивают засаду на других улиток, на которых затем нападают. Если живой добычи недостаточно, они также едят падаль, например мертвую рыбу. Как и у многих других брюхоногих, у них есть сифон. Он работает примерно как хобот, и с его помощью моллюск перекачивает воду через жабры. У Clea сифон получил дальнейшее развитие и также используется для обнаружения и убийства добычи. Раздельнополые. Самец оплодотворяет самок. Через несколько дней яйца откладываются на твёрдых субстратах.

## Виды
По данным Molluscabase, на декабрь 2024 года род включает 5 видов:
- Clea bangueyensis E. A. Smith, 1895
- Clea bockii Brot, 1881
- Clea funesta H. Adams, 1862
- Clea hidalgoi (Crosse, 1886)
- Clea nigricans A. Adams, 1855